# Глобус Неофита Рильского

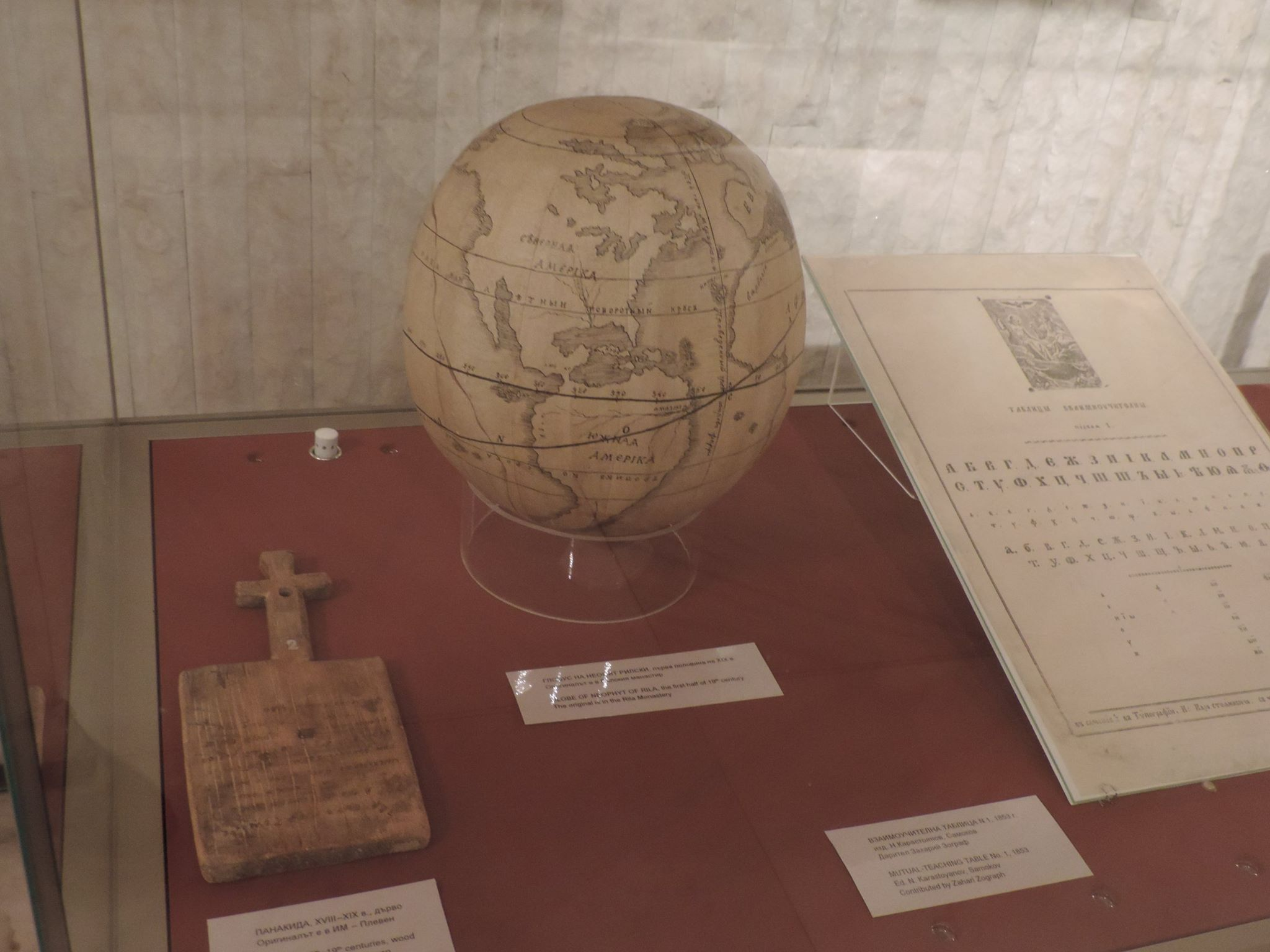
Копия глобуса Неофита Рильского в Национальном историческом музее в Софии.

Глобус Неофита Рильского (болг. Глобус на Неофит Рилски) — первый болгарский глобус, созданный Неофитом Рильским в 1836 году в городе Габрово. Хранится в музее Рильского монастыря.
Глобус использовался Неофитом Рильским во время его работы учителем в Габрово, с 1837 по 1839 год в Копривштице и с 1839 по 1846 года в Рильском монастыре.
Длина меридиана составляет 73,6 см, экватора — 71,2 см, а земной оси — 23,4 см. При данных размерах масштаб глобуса приблизительно 1:54 500 000. Создан вручную. Поверх сферического деревянного каркаса натянут растянутый картон, облепленный толстой синей бумагой. Поверх всего этого приклеены 12 продолговатых эллипсовидных полос из белой бумаги. Их края у полюсов покрыты круглыми вырезками из той же бумаги диаметром 8 см. Всё содержание было нанесено после создания сферической основы. У обоих полюсов глобуса прикованы гвозди, помогающие при работе с глобусом, так как у него отсутствует подставка.
Штрихи у очертаний берегов, градусная сетка, реки и географические наименования и понятия нарисованы чёрными чернилами. Только разграничительные линии между континентами нарисованы цветными чернилами. Ширина этих линий составляет 2 — 3 мм. Около Австралии и Океании использован коричневый цвет, около Азии — красный, а около Европы и между Европой и Азией — сине-зелёный. Этот способ демаркации заимствован из греческих учебников по географии. Рельеф и другие географические элементы не представлены.
Континенты Африка, Австралия и Северная Америка представлены достаточно точно. Также отмечены самые большие острова и реки планеты — Нил, Амазонка, Хуанхэ, Янцзы, Миссисипи, Волга, Дон, Обь, Енисей, Лена, Индигирка и Парана.
Некоторые части представлены неправильно — слишком большие размеры Пиренейского полуострова, Бискайского залива, островов Великобритания и Ирландия, Балтийского моря, Белого моря, Каспийского моря и полуострова Калифорния. Неправильно представлены Балканский полуостров, Скандинавский полуостров, Юго-Восточная Азия и северо-восточные части Южной Америки.
От градусной сетки ведут начало Гринвичский меридиан, Экватор и эклиптика, обозначенные более тёмной линией. Также Северный и Южный тропики, параллели 30-о и 60-о. На расстоянии 2 см от полюсов нарисованы параллели, около которых поставлены надписи Северный и Южный полюс. Все надписи на глобусе написаны на церковнославянском языке, большинство из которых заимствованы из русских источников. В Европе отмечены Европа, Италиа (Италия), Туркиа (Турция), Ирландиа (Ирландия), Норвегиа (Норвегия), Латовиа (Латвия), Россиа (Россия), Петроград (Санкт-Петербург), Черно море (Чёрное море), Средизе… (Средиземное море), Касписк. море (Каспийское море), Констан., о. Исла (остров Исландия), Англиа (Англия). В Азии — Асиа (Азия), Кина, М. Асиа (Малая Азия), Персиа (Персия), Индиа (Индия), волгар., Суматра (остров Суматра), Аравиа (Аравия). В Африке — Африка, о. Мадагскар (остров Мадагаскар), Нувиа (Нубия), Нил р. (река Нил), Кайрон (Каир), варвариа, Алгерион (Алжир), М. добрия Надежди (мыс Доброй Надежды), Канария ов. (Канарские острова). В Северной Америке: Севернъ Америка (Северная Америка), Мисисип р. (река Миссисипи), Кува (Куба). В Южной Америке — Южнаъ Америка (Южная Америка), Амазом р. (река Амазонка) и Перу. Вместо Австралии написано «Нова Оланда». Также отмечены Индийски океан (Индийский океан), Южний полюс (Южный полюс), Северний полюс (Северный полюс), Северний полярний круг (Северный полярный круг), Южний полярний круг (Южный полярный круг), Тропик рака или летний поворотний круг, Тропик козирога или зимний поворотний круг, Екватор или равноденственний круг (Экватор или равноденственный круг), Первие меридиан проведенний чрез остров Ферро (Первый меридиан, проведённый через остров Ферро).